# Kuraia
Kuraia es una banda de rock vasco con influencias de punk rock, hardcore, stoner rock y hard rock formada en 2001 por Fernando Sapo (exvocalista de El Corazón del Sapo), Joseba Ponce (exbajista de Dut), Mikel Kazalis (exbajista de Negu Gorriak y guitarrista de Anestesia) y Galder Izagirre (exbatería de Dut y actual batería de Berri Txarrak).
En un primer momento se formaron como un proyecto puntual, pero llevan editados tres discos. Comenzaron tocando en el País Vasco. En 2002 comienzan una gira española y en 2004 llegaron a realizar una mini-gira europea. Han tocado en algunos festivales españoles importantes, como el Sant Feliu HC Festival, el «Azkena Rock Festival», AlfaRock en Alfaro (La Rioja), BaituRock en Villarcayo (Burgos)...

## Historia
Kuraia se formaron en 2001. En principio, el proyecto surgió como una colaboración puntual entre Joseba Ponce y Fernando Sapo.

## Miembros
- Fernando Sapo - voz
- Joseba Ponce - guitarra
- Mikel Kazalis - bajo
- Galder Izagirre - batería

## Discografía

### Álbumes
- Kuraia (Metak, 2001). CD.
- Iluntasunari Barre (Metak, 2003). CD.
- Piztu da Piztia (Metak, 2005). LP y CD.

### Participaciones en recopilatorios
- «Kamikaze», en Oztopo Guztien Gainetik Bomberenea (Bonberenea Ekintzak, 2002). CD.
- «10», en Irungo AEKko Beteranoak (Metak, 2004). CD.
- «Platonen Kobazuloa TB Ze», en Kantuz. Euskal Presoak Etxerat! (2004). CD.
- «Joan etorrian», en Gure Irratia, Zure Rokanrrola (2005). CD.
- «Hemezortzi hizki», (versión de Kyuss) en 18/98...Euskal Herriari epaiketarik ez. Auzolanean (2006). CD.